# Pardo’s Push
Pardo's Push – manewr lotniczy wykonany przez kpt. Boba Pardo w celu ratowania ostrzelanego F-4 Phantom II i wyprowadzenia go poza obszar działań wroga w czasie wojny wietnamskiej.
Pardo i jego skrzydłowy kpt. Earl Aman wykonywali misję bojową nad terytorium Północnego Wietnamu. Ich samoloty zostały ostrzelane przez artylerię wroga i maszyna kpt. Amana zaczęła w szybkim tempie tracić paliwo. Pardo zaproponował wówczas przygotowującemu się do skoku ze spadochronem partnerowi wykonanie manewru z udziałem haka używanego do lądowania na lotniskowcach. Było to spowodowane obawą pilota o towarzyszy broni, którzy opuszczając samolot nad Wietnamem Północnym dostaliby się do niewoli. Pardo podleciał swoim samolotem do drugiego i oparł jego hak holowniczy na owiewce kabiny swojego samolotu, a następnie na jego dziobie, co zredukowało opadanie Phantoma z 900 do niecałych 300 m na minutę. Z czasem Pardo zmuszony był wyłączyć jeden z własnych silników, uszkodzony przez ogień wroga. Łącznie Pardo pchał drugi samolot przez ponad 160 km. Obie załogi opuściły swoje maszyny dopiero nad terytorium Laosu i zostały podjęte przez załogi śmigłowców ratunkowych.
Przez przełożonych Pardo został ukarany za utratę myśliwca i złamanie procedur nakazujących ratować przede wszystkim siebie i samolot. Dopiero w 1989 roku obie załogi zostały odznaczone Srebrnymi Gwiazdami za odwagę.